# Natation aux Jeux olympiques de 1904
Navigation
Les épreuves de natation aux Jeux olympiques de 1904 à Saint-Louis aux États-Unis se déroulent du 4 au 6 septembre 1904.
À nouveau, elles diffèrent des épreuves des deux éditions précédentes (Athènes en 1896 et Paris en 1900). Les 32 nageurs venus de quatre pays (25 Américains, 4 Allemands, deux Hongrois et un Autrichien) s'affrontent sur neuf épreuves : en nage libre 50, 100, 440, 880 yards et sur le mile ; en dos le 100 yards ; en brasse le 440 yards ainsi que sur un relais 4 X 50 yards nage libre et enfin dans une épreuve de « plongeon-coulée » où il s'agit, après avoir plongé de parcourir la plus longue distance possible sans effectuer de mouvement.
Les épreuves olympiques de natation à Saint-Louis se déroulèrent pour la première fois en « eau morte ». Jusque là, elles avaient eu lieu en mer (Athènes) ou dans un fleuve (Paris). En 1904, elles eurent lieu dans un bassin artificiel, creusé à l'occasion de l'Exposition universelle de 1904 dans Forest Park. L'irrégularité de cette étendue d'eau gêna les nageurs qui ne purent nager en ligne droite. De plus, le départ se faisait depuis un radeau qui ne pouvait supporter le poids de plusieurs nageurs. À six concurrents, le départ se faisait avec les chevilles sous l'eau.

## Tableau des médailles
| Rang  | Pays       | Médaille d'or | Médaille d'argent | Médaille de bronze | Total |
| 1     | Allemagne  | 4             | 2                 | 2                  | 8     |
| 2     | États-Unis | 3             | 3                 | 4                  | 10    |
| 3     | Hongrie    | 2             | 1                 | 1                  | 4     |
| 4     | Australie  | 0             | 3                 | 1                  | 4     |
| 5     | Autriche   | 0             | 0                 | 1                  | 1     |
| Total | Total      | 9             | 9                 | 9                  | 27    |

## Podiums
| Épreuves                              | Or                                                                                                   | Argent                                                                                        | Bronze                                                                                            |
| Nage libre                            | |                                                                                               |                                                                                                   |
| 50 yards 9 nageurs de deux pays       | Zoltán von Halmay Hongrie 28 s 2                                                                     | Scott Leary États-Unis 28 s 2                                                                 | Charles Daniels États-Unis 28 s 0                                                                 |
| 100 yards 9 nageurs de deux pays      | Zoltán von Halmay Hongrie 1 min 02 s 8                                                               | Charles Daniels États-Unis                                                                    | Scott Leary États-Unis                                                                            |
| 220 yards 4 nageurs de deux pays      | Charles Daniels États-Unis 2 min 44 s 2                                                              | Francis Gailey Australie 2 min 46 s 0                                                         | Emil Rausch Allemagne 2 min 45 s 0                                                                |
| 440 yards 4 nageurs de deux pays      | Charles Daniels États-Unis 6 min 16 s 2                                                              | Francis Gailey Australie 6 min 22 s 0                                                         | Otto Wahle Autriche 6 min 39 s 0                                                                  |
| 880 yards 6 nageurs de 4 pays         | Emil Rausch Allemagne 13 min 11 s 4                                                                  | Francis Gailey Australie 13 min 23 s 4                                                        | Géza Kiss Hongrie                                                                                 |
| 1 mile 7 nageurs de 4 pays            | Emil Rausch Allemagne 27 min 18 s 2                                                                  | Géza Kiss Hongrie 28 min 28 s 2                                                               | Francis Gailey Australie 28 min 54 s 0                                                            |
| Dos                                   | |                                                                                               |                                                                                                   |
| 100 yards 6 nageurs de deux pays      | Walter Brack Allemagne 1 min 16 s 8                                                                  | Georg Hoffmann Allemagne 1 min 18 s 0                                                         | Georg Zacharias Allemagne 1 min 19 s 6                                                            |
| Brasse                                | |                                                                                               |                                                                                                   |
| 440 yards 4 nageurs de deux pays      | Georg Zacharias Allemagne 7 min 23 s 6                                                               | Walter Brack Allemagne 7 min 33 s 0                                                           | Jamison Handy États-Unis                                                                          |
| Relais                                | |                                                                                               |                                                                                                   |
| 4 X 50 yards quatre relais américains | États-Unis [New York Athletic Club] Joe Ruddy Leo Goodwin Louis Handley Charles Daniels 2 min 04 s 6 | États-Unis [Chicago Athletic Association] David Hammond Bill Tuttle Hugo Goetz Raymond Thorne | États-Unis [Missouri Athletic Club] Amedee Reyburn Gwynne Evans Marquard Schwarz William Orthwein |